# Фелісьєн Ропс
Фелісьєн Жозеф Віктор Ропс (нід. Félicien Joseph Victor Rops; 7 липня 1833 — 23 серпня 1898) — бельгійський художник, графік, ілюстратор, майстер літографії та офорту.

## Життєпис
Народився в Намюрі (Бельгія) у 1833 році. Був сином текстильного фабриканта Ніколаса Ропса. Спочатку мав домашню освіту. Потім навчався в єзуїтському коледжі Нотр-Дам-де-По. Після смерті батька у 1849 році опинився під опікою дядька Альфонса. Того ж року закінчив навчання у коледжі. Після цього навчався у Королівському Атенеумі й водночас в Академії витончених мистецтв Намюра.
У 1853 році поступає до університету Брюсселя. Незабаром став навчатися також у «Майстерні Святого Луки». Тоді став створювати сатиричні літографії, що друкувалися у студентському журналі «Крокодил» (видавник Клуб Крокодил). У 1856 році разом з письменником Шарлем де Костером став співзасновником журналу «Уленшпігель», де розміщав свої сатиричні літографії до 1862 року.
У 1857 році одружується на доньці головного судді Намюра — Шарлотті Полет де Фаво. Разом із родиною мешкав у Намюрі та замку Тозе, що належав родині дружини. У 1861 році Фелісьєн Ропс стає членом Намюрської масонської ложі «Добрий Друже». У 1862 році став одним із засновників яхт-клубу Самбри і Маасу, президентом якого був до 1869 року.
У 1862 році переїздить до Парижу, де продовжує займатися літографією. В подальші роки курсує між Парижем, Брюсселем та Намюром. У 1864 році зустрівся та затоваришував з поетом Шарлем Бодлером. З 1865 року зосереджується переважно на малюванні та виконанні ілюстрацій до творів. Незабаром стає найбільш високоплачуваним ілюстратором Парижу.
У 2-й половині 1860-х років співпрацює з виданням «Хроніки мистецтва та цікавинок», що був додатком до «Газети витончених мистецтв».
У 1868 році став одним з членів-засновників Вільного товариства витончених мистецтв у Брюсселі, згодом — його віце-президент. У 1869 році був ініціатором утворення Міжнародного товариства офортистів. Деякий час працював в столиці Бельгії.
У 1874 році внаслідок розриву із дружиною вимушений переїздити до Парижу, де мешкав разом із своїми коханками — сестрами Лентіною та Аврелією Дулюс.
Тривалий час подорожував країнами світу: у 1874 році — у Швеції, у 1879 році — в Угорщині, 1880 року — в Іспанії, 1885 і 1887 роки — США, 1888 рік — Алжир. У 1888 році Ф. Ропс був удостоєний ордена французького Почесного легіону.
У 1884 році купує маєток неподалік Корбей-Ессона (полизу Парижу), куди перебирається наприкінці 1880-х років. У 1890 році з художником стався інсульт. З 1892 року починає втрачати зір, що обмежувала здатність працювати. Помер 22 серпня 1898 року у містечку Корбей-Ессонн. У 1906 році перепоховано у Намюрі.

## Творчість
Напочатку зазнав впливу Гюстава Курбе, майстрів імпресіонізму, Анрі де Тулуз-Лотрека.

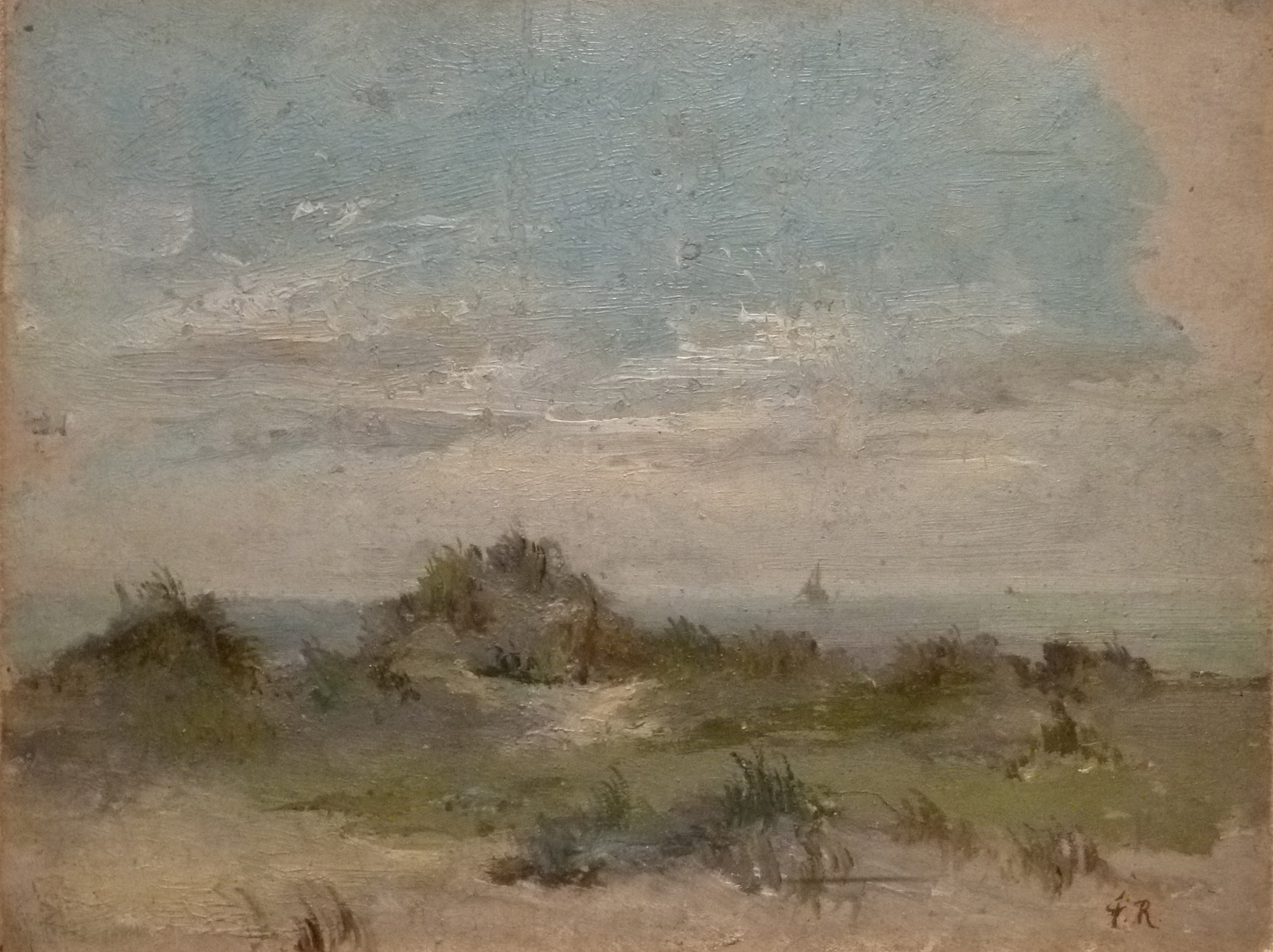
«Дюни»

Ропс працював у галузі політичної та побутової карикатури, експериментував у сфері кольорової гравюри, створював ілюстрації до творів Шарля де Костера (1858, 1861, 1867 роки), Шарля Бодлера та інших письменників і поетів (1864—1871 роки).
Також він малював пейзажі, які виділяються широтою і узагальненням зображення природи, свіжістю насиченого колориту («Рибальський порт в Бланкенберге», «Баржі в Дінані», «Дюни»).
Ропс був близько пов'язаний з літературним рухом модерну і символізму, що відбилося в його картинах. В них чітко відображена філософія символізму кінця XIX ст., що включає еротику, відчуття неминучості смерті, вільне трактування сатанинських зображень. У своїх жанрових картинах і сатиричних ілюстраціях художник намагався поєднувати реалістичні шукання з містико-еротичними тенденціями.

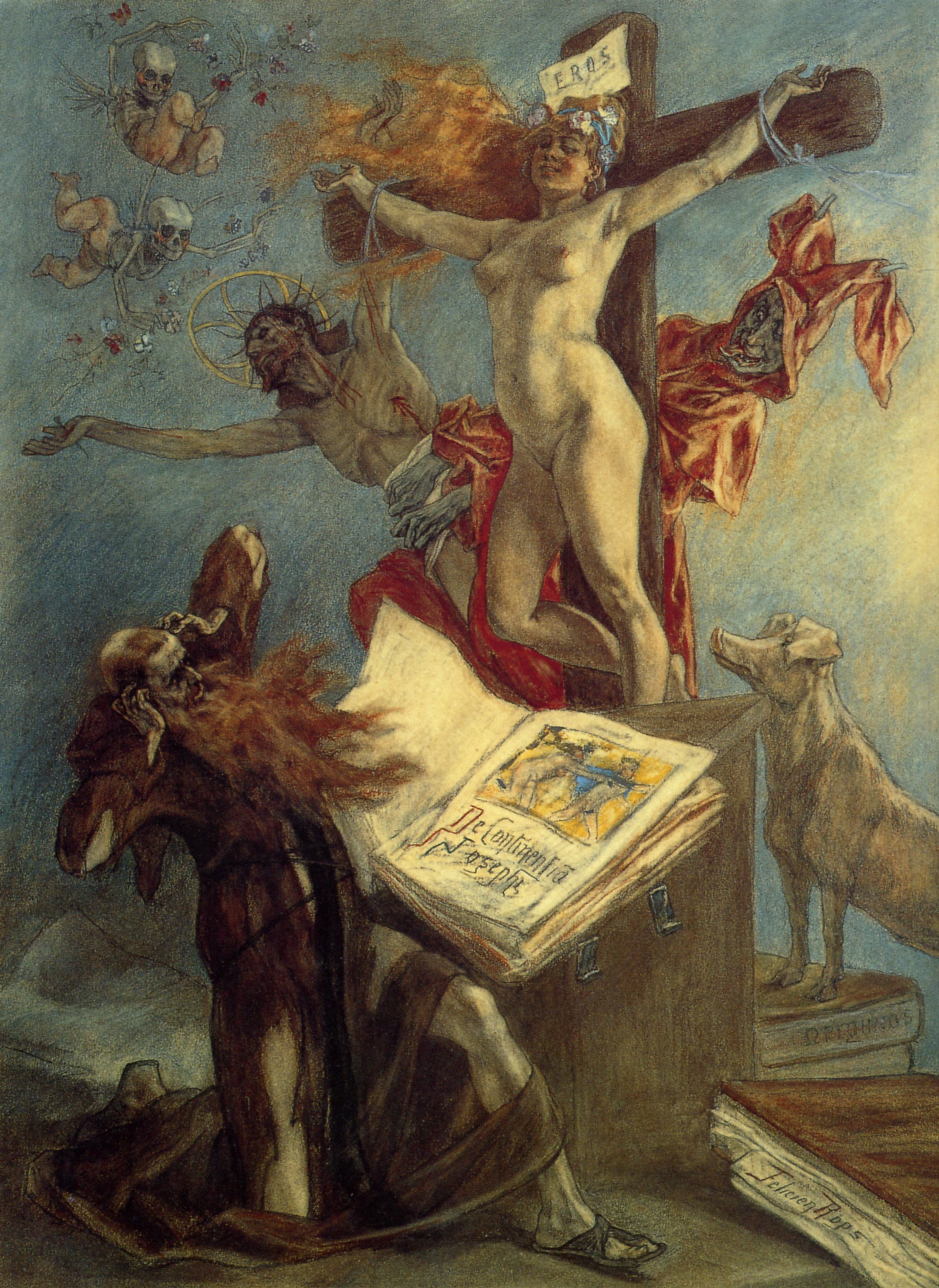
«Спокуса Святого Антонія». 1878 рік

Фелісьєн Ропс отримав широку популярність як автор алегоричних картин, що сприймалися як виклик міщанській обмеженості смаків композицій (переважно в техніці літографії та офорту), в яких жорсткий натуралізм і еротика поєднуються з містичною символікою («Сфінкс», «Демон кокетства», «Спокуса святого Антонія», «Чорна меса», «Порнократія»).